# バットマン: キリングジョーク
『バットマン: キリングジョーク』（原題: Batman: The Killing Joke）とは、1988年にDCコミックスから刊行された単号完結のグラフィックノベル作品である。バットマンとジョーカーが主な登場人物となる。原作はアラン・ムーア、作画はブライアン・ボランドによる。コミックヴィランとして長い歴史を持つジョーカーのオリジン・ストーリーを扱った作品だが、大筋は1951年に書かれたエピソードThe Man Behind the Red Hood!を踏襲している。フラッシュバックで差し挟まれるジョーカーの過去を背景として、警察本部長ジェームズ・ゴードンを狂気に陥れようとするジョーカーと、それを阻止しようとするバットマンの攻防を描いている。
ジョーカーが誕生した契機とその心理を独自に掘り下げた本作は、ジョーカーを悲劇的なキャラクターとして描いたことで広く知られるようになった。妻を愛する男であり、挫折したコメディアンでもあったジョーカーは、ある「最悪の1日」を過ごしたことで狂気に追い込まれたのだった。ムーアはそれによってバットマンとジョーカーの共通点と相違点を浮き彫りにしようとしたのだと述べている。『バットマン』本シリーズへの影響としては、バーバラ・ゴードン（バットガール）が銃弾を受けて半身不随になったことも挙げられる。バーバラはこの事件が発端となってオラクルという新しいヒーローに変わる。
多くの批評家は、本作がジョーカーに関する物語の金字塔であり、歴代のバットマン作品の中でも最高傑作に近いと考えている。本作は1989年にアイズナー賞ベストグラフィックアルバム部門を授賞し、2009年5月の『ニューヨーク・タイムズ』ベストセラーリストに掲載された。再版や単行本化は何度もなされている。日本語でも2004年に初単行本化され、2010年には改訂されたアートを用いた新版が出た。本作の内容は各メディアで展開される「バットマン」関連作品でよく用いられており、2016年にアニメ映画化された。歴代の実写映画版ジョーカーにも影響を与えている。

## 背景と制作過程
作画のブライアン・ボランドが描くジョーカーは、直前に見た映画『笑う男』から生まれた面がある。また「（『ジャッジ・ドレッド』のキャラクター）ジャッジ・デスを描いたことがジョーカーのための予行演習みたいなものだった」とも言っている。
本作は『バットマン』アニュアル号として企画され、変遷を経てプレスティージ・フォーマットになったという通説があるが、ボランドは単行本 DC Universe：The Stories of Alan Moore に寄せた序文でそれを否定した。ボランドの記憶によると、バットマンを脇役としてジョーカーにスポットを当てた単発作品を作るアイディアは彼のものだった。1984年にDC編集長ディック・ジョルダーノからDCで描きたいものを何でも描いていいと言われたボランドは、アラン・ムーアを原作に迎えてジョーカーの背景を正面から描くことをすぐに決めた。ボランドはこう回想する。「私が今好きな原作者は誰だろうか。どのヒーローを一番描きたいか。それからヴィランは？ そんな風に考えてみた。出てきた名前がアラン、バットマン、ジョーカーだったんだ」「『ウォッチメン』が完結するころには、アランとDCの関係はかなり悪化していた。… 考えてみると、DCに留まって『キリングジョーク』を書いてくれたのは私への好意でしかない」 ボランドのオファーを受けたムーアは、「バットマン/ジョーカー作品の真骨頂」を書こうと試みた。
バットマンシリーズではそれ以前にもジョーカーの誕生が扱われていた。初期の『ディテクティブ・コミックス』（第168号、1951年）では、レッドフードという名の犯罪者が化学薬品に浸かったことで白塗りの道化のような外見に変わり、以降ジョーカーと名乗るようになったと説明されていた。ただしその心理や狂気の由来については詳しく書かれなかった。アラン・ムーアはこのエピソードを掘り下げて新たなオリジン・ストーリーを作り出した。作中ではそれが確かな事実というより一つのありうる物語に過ぎないと強調されていたが、広く受け入れられてDC社のコンティニュイティ（正史）に取り入れられることになった。また本作では、歴史の長いキャラクターであるバーバラ・ゴードンが中枢神経を損傷して障害を負う。担当編集者レン・ウェインはこの展開についてDC社から許可を取り付けなければならなかった。
プレスティージ・フォーマット48ページのワンショット号として企画された本作だったが、制作にはかなりの時間が費やされた。 ムーアとボランドはいずれも緻密な作風と遅筆でよく知られており、それぞれ直前に制作した全12号のマキシシリーズ作品（ムーアの『ウォッチメン』、ボランドの『キャメロット3000』）でも刊行延期を繰り返していた。しかしDC社は寛大な態度を保っており、ボランドは「作家に好きなペースで描かせてくれる覚悟があったようだ」と言っている。最初の担当編集者レン・ウェインが退社したためデニス・オニールが後を継いだが、「まったく手出ししないタイプ」だったオニールとは、ボランドはたった一度しか本書について会話を交わさなかったという。
ボランドはフラッシュバックシークエンスをモノクロで表現するつもりであり、『ウォッチメン』のカラリストでもあったジョン・ヒギンズに「柔らかい11月の色」で塗るよう伝えた。印刷されたコミックを見たボランドは動顛した。「毒々しい … 気分が悪くなる強烈な紫とピンク … 私の大事な『イレイザーヘッド』風のフラッシュバック・シークエンスがオレンジ色まみれになっていた」。2008年に本作の20周年記念版が刊行された際、ボランドは自身で新しくカラーリングを行って意図通りの配色に直した。

## ストーリー

### あらすじ
後にジョーカーとなる男（名は明かされない）は、職を辞してスタンダップ・コメディアンを志すがみじめに失敗する。身重の妻を養わなければならない男は、2人組の窃盗犯から勧誘を受けて、かつての職場である化学工場への侵入を企てる。実行の前日、ありえないような偶然の事故で妻が死んだという知らせが届き、男は放心する。侵入の直前、2人組は男に架空の犯罪王「レッドフード」のマスクを被せ、万が一に備えて黒幕を演じさせる。プラントに足を踏み入れた一行はすぐに発見され、男1人を残して射殺される。さらにバットマンまでが現れ、男に迫る。恐怖に駆られた男はプラントの排水溝に飛び込んで逃れる。廃液から這い上がり、赤いマスクを外すと、化学物質によって皮膚は白く脱色され、唇は紅く、髪は鮮やかな緑に染まっていた。水面に自身の変貌を映した男は、ややあってとめどない哄笑を響かせ始める。
作中の現代において、バットマンはアーカム・アサイラムに収監されているジョーカーを訪ね、長年の確執を終わらせたいと語りかける。しかしそれは替え玉だった。密かに脱獄していた本物のジョーカーはジェームズ・ゴードン警察本部長の家に現れると、その娘バーバラの腹部を銃で撃ち、脊髄を傷つけて下半身麻痺の障害を負わせる。さらに閉園した遊園地跡にゴードンを運び込み、全裸にされて苦痛に悶えるバーバラの写真を見せつける。憔悴したゴードンを裸でフリークショーの檻に入れたジョーカーは、無秩序で残酷な世界において正気と狂気を隔てる壁がいかにもろいものか熱弁する。
そこにジョーカーからの招待状を受けたバットマンが到着する。ゴードンは精神的にボロボロになりながら正気と道徳感を失わず、法に則してジョーカーを逮捕するように言う。ファンハウスを舞台とした追跡劇の合間に、ジョーカーはこの世界が「クソつまらないブラックジョーク」であり、正常な人間が狂気に陥るには「最悪な1日」を迎えるだけでいいという言葉を投げかける。そしてバットマンもまた、ある1日のために道を踏み外したのだろうと。ジョーカーを無力化したバットマンは、このまま戦いを続けるとどちらかが相手を殺すことになると述懐し、理解と癒しの道を進もうと申し出る。ジョーカーは「もう遅い。遅すぎる」と答え、黙して立つバットマンの前でジョークを演じ始める。
精神病院から2人の患者が脱走した。1人の患者は、病院の屋根から隣の建物までの狭い隙間を難なく飛び越える。しかしもう1人の患者は恐れて立ち止まる。1人目の患者は懐中電灯の光で隙間に橋をかけると言い出す。光線の上を歩いて渡ってこいと言われた2人目の患者は答える。「俺をキチガイだとでも思ってるのか? お前、途中でスイッチを切っちまうつもりだろう!」ジョーカーは抑えられずに笑い出し、遅れてバットマンも笑いを漏らす。2人の笑いとパトカーのサイレンが交錯する中、バットマンはジョーカーに向けて手を伸ばす。

### 結末の解釈
テキスト本体からは、結末で何が起こったかは明確にされない。一つの読み方によると、バットマンは最後にジョーカーを殺す。最後のページで笑い声が突然止まるのはコマの外でジョーカーの首が折られたためであり、タイトル「キリングジョーク (The Killing Joke)」はジョークが引き金となってバットマンがジョーカーを殺すことを表しているのだという。ほかにも、長年の宿敵だったバットマンとジョーカーが自分たちの確執を笑い飛ばして和解したのだという読み方もある。 
ファンや批評家を含めて、大勢がこれらの説を巡って議論を続けている。作画者のボランドは敢えて正しい解釈を示していないが、原作のムーアは2人に「一瞬正気が訪れた」という言葉を使って説明している。

## テーマと分析
本作はバットマンとジョーカーの関係性を掘り下げることで、二人が心理学的に互いの鏡像だというムーアの信条を提示している。ストーリー中ではジョーカーとバットマンがそれぞれ人生を変える悲劇にどのように対処したか、そしてそれが現在の2人の生き方と対立関係にどうつながっているかが描かれている。評論家ジェフ・クロックはさらにこう説明した。「バットマンとジョーカーはどちらも、偶然の悲劇的な「最悪の1日」の産物である。バットマンが偶然の悲劇から意味を生み出すために一生を捧げているのに対し、ジョーカーは人生における不条理とあらゆる偶然の不正義を体現する」ジョーカーがゴードン本部長に苦痛を課すのは、どんな正常人でも自分の立場に置かれれば正気を失うのか、それとも狂人となる人間は初めから心の中にその種子を抱えていたのかを確かめるためである。しかしジョーカーとは異なり、ゴードンは試練を乗り越えて正気と道徳的規範を保つ。
本作はまた、バットマンの暗い一面を掘り起こしてモダン・エイジのバットマン像に影響を与えたことでも知られている。しかし単に暗いという以上に、本作ではバットマン自身の心理が深く掘り下げられている。すなわち、バットマンはジョーカーと方向性は異なるが同じ程度に狂っており、2人は互いにまったく異なる視点から世界を認識している。ジョーカーの視点はラストシーンのジョークで説明されている。
この物語のジョーカーは信頼できない語り手である。ジョーカー自身も過去について確信がなく、複数の相反する記憶を持っていると発言している（「思い出すたびに、ああだったり、こうだったり … 過去がなきゃいけないっていうなら、好きなやつを選ばせてもらうぜ！」）。これにより本作が「非情な都市暴力と道徳的虚無主義に呑まれていく世界」を描いていることが強調されている。

## 社会的評価

### 批評家の反応
1989年アイズナー賞では本作が最優秀グラフィックアルバム部門を、作者アラン・ムーアも最優秀作家賞を受賞した。ヒラリー・ゴールドスタインはIGNコミックスで『キリングジョーク』を称賛して「間違いなくジョーカー史上最高傑作」と呼び、「ムーアのリズミカルな会話文とボランドの有機的なアートは唯一無二の作品を生み出している。真似る者は多いが、追い付く者はいない」と評した。IGNはバットマンを主役としたグラフィックノベルのランキングで本作を『ダークナイト・リターンズ』と『イヤーワン』に次ぐ第3位に挙げた。ジェームズ・ドネリーはポップ・シンジケートで本作を「とにかく20世紀最高のコミックの1つ」と呼んだ。ヴァン・ジェンセンはComicMixへの寄稿で「[本作を再読すると]いつも、アラン・ムーアとブライアン・ボランドのコンビがページに込めた激しさ、残忍さ、人間性に改めて感嘆する」と書いた。コミック史家ロバート・グリーンバーガーとマシュー・K・マニングは「ジョーカーの物語としてオールタイムの決定版」と評した。マニングは「ゴッサム・シティの歴史でも最高に力強く、心をかき乱す物語」とも書いている。 
セブ・パトリックはデン・オブ・ギークで本作にやや厳しい評価を下した。「これまでに書かれた「バットマン」の中でも特に礼賛されている影響力が強い作品であり、ジョーカーの物語の白眉といえる」と評する一方で、『ウォッチメン』『Vフォー・ヴェンデッタ』『リーグ・オブ・エクストラオーディナリー・ジェントルメン』のような真に優れたムーア作品の域には達していないという。

### 作者の反応
アラン・ムーアは後になって、本作をはじめとする自作がスーパーヒーロー・コミックに陰鬱な作風を流行させたことを後悔するようになった。本作のスクリプトそのものの自己評価も低く、主題が浅薄だとみなしている。2000年のインタビューでは、権力をテーマにした『ウォッチメン』や、ファシズムとアナーキズムを扱った『Vフォー・ヴェンデッタ』と比較して「それほどいい作品だとは思わない。何も興味深いことを言っていない」と述べている。これにはムーアとDC社の不和も影響を与えていると見られる。2003年には次のように述べている。
『キリングジョーク』はバットマンとジョーカーの物語だ。実人生で出合うようなことはまったく出てこない。バットマンとジョーカーはこの世のどんな人間にも似ていない。だからこの本は人間について何も教えてくれない … ああ、私が思うにこの作品は不出来なのに過大評価されていて、ヒューマンな意味での重要性はまったくない。DC社が所有する、現実世界とは何の関係もないキャラクターの話でしかない。
2006年の『ウィザード』誌に掲載されたインタビューで、ムーアはバーバラ・ゴードンを半身不随にしたことについても自己批判した。「DCに聞いたんだ。そのときバットガールだったバーバラ・ゴードンを不具にして構わないか。記憶が確かなら、相手は担当編集者だったレン・ウェインだった。彼はこう答えた。「ああいいよ、あのビッチを不具にしてやれ」ここはDCが私の手綱を引くべきところだったと思う。でも彼らはそうしなかった」
ボランドは本作の最終版に不満を持っており、発売までのスケジュールに余裕がなく自身でアートの彩色を行えなかったことを悔やんでいる（カラリストを務めたのはジョン・ヒギンズである）。「出来上がりは私が望んでいたようなものではなかった。アランの執筆歴で最高クラスの作品と同列だとは思わない」2008年3月にはボランド自身によって全面的にカラーリングがやり直された『キリングジョーク』20周年記念ハードカバー版が刊行され、当初の構想通りのアートワークが公の目に触れることになった。同書は2009年5月に『ニューヨーク・タイムズ』のベストセラーリストに載せられた。

### ジョーカーのストーリーへの影響
批評家マーク・ヴォグラーは本作が「ジョーカーのもっとも下劣な行為を描くと同時に、共感を込めた背景ストーリーをも生み出した」と書いた。そこに見られる悲劇性や人間的な要素は、ジョーカーとなってからの残忍な犯罪と相まって、問題のキャラクターをより立体的な人物として描き出している。ムーアは『サロン』のインタビューで、ジョーカーの異常性はそれまでの人生における「間違った選択」の結果かもしれないと述べた。ヒラリー・ゴールドスタインは、かつては単なるペテン師として描かれていたジョーカーが虚無主義者という現代的なイメージを獲得したのは本作の影響が大きいと書いた。

### フェミニストによる解釈
フェミニスト批評はバーバラ・ゴードンの扱いについて本書を批判してきた。作家ブライアン・クローニンは「この本の読者はバーバラ・ゴードンに対する暴力は行き過ぎていると感じた。作者ムーアでさえ、後に振り返って、作品の内容に不快感を表明している」と述べている。作家シャロン・パッカーはこう書いた。「フェミニストの批評家がこの件を過大に考えていると思うなら、原典に当たってみることを勧める。ムーアの『キリングジョーク』は徹底的にサディスティックな作品である。作中ではゴードンが衣服を剥ぎ取られて障害の残るような重症を負わされ、その一部始終を撮った写真が、拘束されて猿ぐつわをかけられた警察本部長の父親に見せつけられる。単に怪我で障害を負ったというわけではないのだ」 コミック原作者ゲイル・シモーンはゴードンの半身不随をはじめとする「殺され、身体を損われ、能力を奪われた主要な女性キャラクター」の長いリストを作成し、グリーンランタンが冷蔵庫に入れられた恋人（女性）の死体を見つける1994年のコミックにちなんで「冷蔵庫の中の女性たち」現象と名付けた。作家ジェフリー・A・ブラウンは、DCとマーベルという二大出版社のコミックで「女性キャラクターが受ける暴力がやや不平等である」ことの例として『キリングジョーク』を挙げている。ブラウンによると男性キャラクターも重傷を負ったり殺されたりすることはあるが、回復して最初に設定された通りのキャラクターに戻る可能性が高い。しかし「一方で女性は、バーバラ・ゴードン（オリジナルのバットガール）のように軽々しく傷を負わされ、治療不能となることが多い。ゴードンはジョーカーによって面白半分に脊椎を砕かれ、現在まで10年以上も車椅子に縛り付けられている」。

## 後の作品への影響

### その後のストーリー展開
本作は単号完結の作品だったが、そこで起きた出来事はコミックブックシリーズ本編のストーリーラインに取り入れられた。DCコミックスは本作で障害を負ったバーバラ・ゴードン（バットガール）をワンショット『バットガール・スペシャル』第1号（1988年7月）で正式に引退させた後に、車椅子のコンピュータ・ハッカーとして『スーサイド・スクワッド』誌に再登場させ、オラクルという新しい名で活動を始めさせた。「キリングジョーク」事件は、直後に正シリーズで展開された「デス・イン・ザ・ファミリー」でジョーカーが当時のロビンを殺した件とともに、「犯罪界の道化王子」に対するバットマンの意識を個人的な執着のレベルにまで高めた。バットガールの名は後にカサンドラ・カインへ、さらにステファニー・ブラウンへと受け継がれた。

### エピソード
オラクル: イヤー・ワン: ボーン・オブ・ホープ
1996年、『バットマン・クロニクル』第5号にジョン・オストランダーとキム・イェールの作品「オラクル: イヤー・ワン: ボーン・オブ・ホープ」が掲載された。同作では、バーバラ・ゴードンの視点を通して、「キリングジョーク」事件や、負傷からの回復やオラクルへの変身といったその余波が語られる。
プッシュバック
2004年のストーリー「プッシュバック」（『バットマン: ゴッサム・ナイツ』誌第50-55号。単行本『バットマン: ハッシュ・リターンズ』に収録）は、『キリングジョーク』で書かれたジョーカーの背景ストーリーから多くを引用している。同作で語り手役となるリドラーの説明では、ジョーカーは問題の事件まで「ジャック」と呼ばれており、妊娠中の妻が死んだのは犯罪者が彼を従わせようとしたためである。
ノー・ジョーク
2007年、ジェフ・ジョーンズは『ブースターゴールド』シリーズで『キリングジョーク』の外伝的なストーリー「ノー・ジョーク」を書いた。そこでは主人公ブースターゴールドが時間を遡ってジョーカーのバーバラ銃撃を阻止しようとするが、運命は変えられないこともあるということを学ぶ。
レディーズ・ナイト
2010年、原作者J・マイケル・ストラジンスキーと作画家クリフ・チャンによる読み切り「レディーズ・ナイト」がアンソロジーシリーズ『ブレイブ&ボールド』に掲載された。『キリングジョーク』事件の直前を扱った作品で、バーバラが襲われることを予知夢で知ったザターナがワンダーウーマンとともに事件を防ごうとする。「ノー・ジョーク」と同じくバーバラの運命は変わらないが、ザターナたちはバーバラが半身不随となる前に一夜を楽しく過ごす。

### The New 52
DCコミックスは2011年にThe New 52の名の下で作中世界の設定再編を行った。このとき既存のバットマン物語は多くが歴史から消されたり変更を受けたりしたが、「キリングジョーク」事件はそのまま残された。新しいコンティニュイティ（正史）では、バーバラ・ゴードンは銃撃の数年後には麻痺から回復し、バットガールとしての活動を再開するが、再度の脊髄損傷につながりうる銃撃に出合ってPTSDを起こす。バーバラは初代のバットガールであり、ほかのバットガールはまだ存在していないことになった。
2015年3月、DCコミックスはジョーカーの誕生75周年を記念して、6月発売の月刊シリーズでジョーカーをテーマとしたバリアントカバーを出すことをアナウンスし、25枚の表紙絵を公開した。その中にはラファエル・アルバカーキが『キリングジョーク』からインスピレーションを受けて描いた『バットガール』第41号の表紙があった。そこには、顔に笑った口の落書きをされて恐怖の涙を流すバットガールと、その頬を指でつつきながら銃を持った手で肩を抱くジョーカーが描かれていた。当時の『バットガール』誌が若者らしさと楽天性を打ち出していたこともあり、バーバラ・ゴードンの暗い過去にスポットを当てた表紙絵はすぐに批判を集めた。TwitterやTumblrでは、#changethecover（カバー変えろ）というハッシュタグの下で問題のバリアントカバーを印刷しないようDC社に要求する投稿が連続した。DCは最終的にアルバカーキからの求めに応じてカバーを撤回した。アルバカーキはこう語っている。「自分の絵で誰かを傷つけたり怒らせたりする意図はまったくなかった。… だから、DCにあのバリアントカバーを引っ込めるように勧めた」

## 他のメディアへの影響とメディア展開

### 実写映画
- ティム・バートンは自身が映画化したバットマン、特にジョーカーのオリジンに『ダークナイト・リターンズ』と並んで『キリングジョーク』が影響を与えたと述べている。バートンは以下のように語っている。「私はコミックブックの大ファンだったことはないが、バットマンとジョーカーのイメージはずっと大好きだった。コミックファンにならなかった理由は、子供の頃からコマをどの順で読めばいいかわからなかったからだ。ディスレクシアみたいなものかもしれない。『キリングジョーク』が大好きになったのはそのせいだ。どう読んだらいいか初めて分かったんだ。一番のお気に入りで、初めて好きになったコミックだ。こういうグラフィックノベルが成功を収めていたおかげで、私たちのアイディアも受け入れられやすかった」[43]
- クリストファー・ノーラン監督は2008年の映画『ダークナイト』で描かれたジョーカーに本作が影響を与えていたと発言している。ジョーカーを演じたヒース・レジャーはあるインタビューで、役作りの参考として本作を渡されたが読まなかったと述べた[44]。
- トッド・フィリップスは自身が監督・脚本を務めた映画『ジョーカー』が本作から影響を受けたと言っている。ジョーカーがスタンダップ・コメディアンを目指して失敗し、犯罪者になるストーリーはその例だが、化学廃液に落ちる部分などは省かれている[45]。

### アニメーション
- アニメーション映画『バットマン: キリングジョーク（英語版）』は2016年7月に一部の劇場で上映され、翌月にBlu-rayとDVDで発売された。監督はサム・リュー（英語版）、エグゼクティブ・プロデューサーはブルース・ティムである。テレビシリーズ『バットマン』のキャストでもあるケビン・コンロイ（バットマン）、マーク・ハミル（ジョーカー）、タラ・ストロング（バーバラ・ゴードン）に加えて、レイ・ワイズがゴードン本部長を演じた[46]。同作は並以下の評価を受けた[47]。ストーリーラインは原作コミックに沿っているが、マフィアの抗争に関わったバーバラが思いつめてバットガールを引退する展開が追加された。
- 2010年7月に発売されたOVA作品『バットマン:アンダー・ザ・レッドフード』ではフラッシュバックシーンで本作のストーリーが引用されている。同作ではレッドフードと名乗る人物がバットマンをかつてジョーカーが生まれた化学工場に誘い込む。バットマンが記憶する事件は原作に沿ったもので、レッドフードに仕立て上げられた男が化学廃液に落ちてジョーカーに変貌したというものである。レッドフードの正体はバットマンとジョーカーに恨みを持つ人物で、「キリングジョーク」事件をバットマンの最大の失敗と呼ぶ[48]。

### ビデオゲーム
- 2013年のビデオゲーム『インジャスティス:神々の激突』のダウンロードコンテンツ「キリングジョーク・スキンパック」には、本作の描写を元にしたくジョーカー用のスキン3種（ハワイアン、レッドフード、帽子とロングコート）が収録されている[49]。
- 「アーカム」シリーズの一つで2013年に発売された『バットマン アーカム・ビギンズ』は数か所で本作から引用を行っている。あるコミック・コンベンションで行われた同作のプロモーションでは、ジョーカーを演じたトロイ・ベイカーが『キリングジョーク』原作の会話を独演した[50]。
- 2015年のビデオゲーム『バットマン アーカム・ナイト』では幻覚シーンの一つでジョーカーがバーバラ・ゴードンを射つ。このシーンは細部まで原作に似せられているが、そのときジェームズ・ゴードンが不在だったことだけが異なる[51]。

### その他
- 2011年3月に発行されたコミックブック「ダークウィング・ダック・アニュアル」の表紙は「キリングジョーク」のそれを下敷きにしている[52]。
- 本作は小説家のクリスタ・ファウストとゲイリー・フィリップスによって小説化され、2018年9月にタイタン・ブックスから刊行された[53]。

## 再版
オリジナル版のグラフィックノベルは数回にわたって版が重ねられており、版によって表紙タイトルの色が異なる。2006年に刊行されたムーアの作品集DC Universe: The Stories of Alan Mooreには本作が収録された。
2008年3月、ブライアン・ボランドによってカラーリングが改められたハードカバーのデラックス版が発売された。ヒギンズ版のカラーリングと対照的に、フラッシュバックシーンは白黒で描かれており、そのうち各コマ1～2点の品物だけが赤っぽい色に塗られていた。赤の鮮やかさは次第に強くなり、レッドフードの仮面が取り出されるシーンで最高潮に達する。カラーリング以外にも、バットマンの胸のバットシンボルを囲む黄色い楕円形を消すなどの修正も行われている。またデラックス版にはボランドの短編「罪なき市民」（初出『バットマン:ブラック&ホワイト』）のカラー版、ティム・セイルによるイントロダクション、ボランドによる後書きも収録された。
ヴァン・ジェンセンはComicMixで「新しいカラーリングはオリジナル版にない繊細さと気味悪さを生み出しており、作品を格段に良くした」と述べた。ジェームズ・ドネリーはポップ・シンジケートで新しいカラーリングを賞賛し、「時代を超えた赴きが出た」と述べた。セブ・パトリックはDen of Geekでやや冷めた評価を下しており、フラッシュバックシーンの色の変更を「素晴らしい」とする一方で、「[それ以外の]いくつかの変更箇所はポイントを外していると思われる。意味もなく解像度を向上させたせいで、1980年代に印刷された感じがなくなり、現代風になりすぎてしまっている」
2018年には30周年記念として箱入りハードカバーのアブソルート版が刊行された。ボランドによってカラーリングが変更されたアートとオリジナル版アートが2つとも含められたほか、ボランドによるカバーアートやスケッチ、ムーアの原作スクリプト、ほか数編の短編が収録された。

### 日本語版
2004年、本作を中心とするムーアのオリジナル作品集『バットマン:キリングジョーク ― アラン・ムーアDCユニバース・ストーリーズ』がジャイブから刊行された。翻訳者は秋友克也と石川裕人である。2010年1月には、秋友の翻訳により、2008年のデラックス版を底本とする『バットマン:キリングジョーク 完全版』が小学館集英社プロダクションから刊行された。